# Comté de Crawford (Arkansas)
Pour les articles homonymes, voir Comté de Crawford.
Le comté de Crawford est un comté de l'État de l'Arkansas aux États-Unis. Son chef-lieu est Van Buren. C'est un dry county.

## Démographie
Au recensement de 2010, il comptait 61 948 habitants. 
| 1830  | 1840  | 1850  | 1860  | 1870  | 1880   | 1890   | 1900   |
| ----- | ----- | ----- | ----- | ----- | ------ | ------ | ------ |
| 2 440 | 4 266 | 7 960 | 7 850 | 8 957 | 14 740 | 21 714 | 21 270 |

| 1910   | 1920   | 1930   | 1940   | 1950   | 1960   | 1970   | 1980   |
| ------ | ------ | ------ | ------ | ------ | ------ | ------ | ------ |
| 23 942 | 25 739 | 22 549 | 23 920 | 22 727 | 21 318 | 25 677 | 36 892 |

| 1990   | 2000   | 2010   | - | - | - | - | - |
| ------ | ------ | ------ | - | - | - | - | - |
| 42 493 | 53 247 | 61 948 | - | - | - | - | - |